# Ingvar Wiede
Sven Ingvar Wiede, född 23 december 1921 i Alingsås, död 16 december 1987 i Skallsjö församling, var en svensk målare.
Han var son till grosshandlaren Alexius Eugen Wiede och Naëmi Mellgren och från 1954 gift med Siv Ulla Ingegerd Fredriksson. Wiede studerade konst för Nils Wedel vid Slöjdföreningens skola 1943–1944 och för Nils Nilsson vid Valands målarskola 1944–1945 samt genom självstudier under resor till Nederländerna, Belgien, Spanien och Frankrike. Han fick BH Evers stipendium Konstakademien 1952–1954. Separat ställde han ut på ett flertal platser bland annat på Galerie S:t Nikolaus i Stockholm och i Lerum, Örebro, Kalmar, Falun och Limhamn. Tillsammans med F Johansson ställde han ut i Alingsås 1947 och tillsammans med Jurgen von Konow i samma stad 1955 och tillsammans med Henry Ragnartz ställde han ut på Olsens konstsalong i Göteborg 1949. Han medverkade i några av Göteborgs konstförenings Decemberutställningar på Göteborgs konsthall och i samlingsutställningar arrangerade av Borås och Sjuhäradsbygdens konstförening. Hans konst består av porträtt, landskapsskildringar utförda i olja.